# Евгеније (узурпатор)
Флавије Евгеније (умро 6. септембра, 394. године) био је римски узурпатор између 392. и 394. године у време цара Теодосија I.

## Биографија
У раном периоду свог живота Евгеније је био учитељ граматике и реторике. Свој успон дугује раном познанству са Арбогастом, који је био magister militum и стварни владар Западног римског царства. 

### Успон до власти
Након смрти Валентинијана II, Арбогаст, који је вероватно натерао Валентинијана на самоубиство, поставио је за цара Евгенија 22. августа 392. године. Арбогаст није себе прогласио за цара јер није био Римљанин, већ Франак. 

### Евгенијева политика
Евгеније је заменио све управнике које је својевремено Теодосије I поставио на западу. Те људе у администрацији је Евгеније заменио својима. 
Евгеније је номинално био хришћанин и није лако прихватио номинални програм западних царева, паганизам. Но, ипак је прихватио да поново посвети пагански храм Венере и Роме, као и да обнови олтар Викторије у римској курији. 
Евгеније је имао извесних успеха на војном плану, нарочито када је спречио савез између Алемана и Франака. Арбогаст је отишао са војском на Рајну. 

### Евгенијев пад
Када је био изабран за цара, Евгеније је упутио изасланике Теодосију, тражећи да га овај призна за цара Запада. Теодосије је прихватио Евгенијеве амбасадоре, али је истовремно скупљао трупе да се обрачуна са њим. Штавише, прогласио је свог сина Хонорија за цара на Западу јануара 393. године. 
Теодосије I је на челу војске кренуо из Цариграда и сукобио се са Евгенијевом и Арбогастовом војском у бици код Фригида на граници данашње Италије према истоку 6. септембра 394. године. Битка је трајала два дана, била је крвава, али је на крају Теодосије победио. Арбогаст је сместа извршио самоубиство, док је Евгеније био убијен као побуњеник и његова је глава била изложена у Теодосијевом логору. 

## Значај Евгенијеве владавине
Након Евгенијевог пораза и Теодосијеве смрти годину дана касније, Римско царство се поделило и више никада није повратило своје јединство. 
Евгенијева владавина је представљало последњу прилику за пагане сенаторског сталжа да се супротставе христијанизацији Царства. Али, битка код Фригида била је велика победа хришћанског оружја. 